# Furcifer tuzetae
Furcifer tuzetae este o specie de cameleoni din genul Furcifer, familia Chamaeleonidae, descrisă de Brygoo, Bourgat și Charles A. Domergue în anul 1972. Conform Catalogue of Life specia Furcifer tuzetae nu are subspecii cunoscute.